# Clofezone
Clofezone (tên thương mại Perclusone) là một loại thuốc được sử dụng để điều trị đau khớp và cơ bắp, nhưng không được bán trên thị trường nữa. Nó là sự kết hợp của clofexamide, thuốc chống trầm cảm và phenylbutazone, một loại thuốc chống viêm không steroid (NSAID).